# Гохар Эшги
Гохар Эшги (перс. گوهر عشقی‎) — гражданская активистка, одна из иранских матерей-истцов и мать Саттара Бехешти, иранского блогера, убитого в ноябре 2012 года в результате жестоких пыток во время содержания под стражей силами безопасности Исламской Республики. После смерти сына она приложила немало усилий, чтобы привлечь его убийц к ответственности. Она привлекла внимание СМИ к обстоятельствам смерти своего сына и вызвала широкую полемику в правящей политической системе Ирана. В 2022 году она вошла в список 100 женщин Би-би-си.

## Предыстория
Гохар Эшги родилась в 1946 году в Нишапуре, городе на северо-востоке Ирана.
Она была второй женой Сардара Бехешти, от которого у неё было четверо детей: Алиасгар, Саттар, Рахим и Сахар. После развода с мужем она жила со своим вторым сыном Саттаром. Эшги всю жизнь была домохозяйкой, поэтому, чтобы заработать на жизнь после развода, она работала уборщицей и даже в морге.

## Смерть Саттара
Сын Гохар, 35-летний Саттар, который был малоизвестным блогером, 30 октября 2012 года был арестован у себя дома киберполицией за то, что власти назвали «действиями, направленными против национальной безопасности в социальных сетях и Facebook».
Он умер при подозрительных невыясненных обстоятельствах, находясь под стражей; считается, что от пыток. 6 ноября власти приказали семье Бехешти забрать его тело из бюро судебно-медицинской экспертизы Кахризака и предупредили их не общаться со СМИ. 8 ноября реформистский новостной сайт Калеме опубликовал письмо, которое, по данным сайта, пришло от блогера, в котором он написал, что во время допросов подвергался «физическому и словесному насилию». В письме также говорилось, что любые признания, которые он мог сделать, были ложными и были получены под пытками. 10 ноября Калеме опубликовал письмо, подписанное 41 политическим заключённым тюрьмы Эвин, в котором говорилось, что на теле Бехешти были следы пыток, что его избивали во время допроса, неоднократно угрожали убить и подвешивали за конечности к потолку.
Вскоре после этого власти, чтобы заставить Гохар подписать письмо о юридическом согласии, пригрозили арестом её дочери.
В 2014 году суд приговорил предположительно причастного к убийству Саттара Бехешти полицейского по имени Акбар Тагизаде к трём годам тюремного заключения, 74 ударам плетью и двум годам внутренней ссылки. Однако офицеру было предъявлено обвинение только в непредумышленном убийстве, в то время как семья и близкие Саттара, включая Эшги, настаивают, что это было преднамеренное убийство. Эшги считает Али Хаменеи лично ответственным за смерть её сына.
Эшги была в группе женщин, которые встречались с бывшим главой внешнеполитического ведомства ЕС Кэтрин Эштон во время её визита в Тегеран в 2014 году.

## Заявление 14 политических активистов
Эшги подписала Заявление 14 политических активистов во время иранских протестов 2017—2018 годов, требуя отставки Али Хаменеи с поста Верховного лидера Ирана, а затем упразднения Исламской республики и создания демократического светского правительства.

## Нападение
9 декабря 2021 года, незадолго до полудня, Эшги направлялась на кладбище, чтобы навестить могилу своего сына. К ней подъехали на мотоцикле двое людей, и один из них напал на пожилую женщину, повалив её на землю, в результате чего Эшги получила травмы головы и лица и потеряла сознание. Люди, видевшие инцидент, отвезли её в больницу.
В заявлении, опубликованном фондом Sattar Foundation в Instagram, говорится, что за месяц до инцидента сотрудники службы безопасности задержали семью, чтобы не дать им присоединиться к собранию семей других жертв. Во время ареста агенты угрожали семье, что некоторые люди умирают в тюрьме под пытками, но некоторые также могут погибнуть от несчастного случая или в драке. После инцидента семья продолжала получать анонимные угрозы.

## Снятие хиджаба в поддержку протестующих
18 октября 2022 года, во время протестов после смерти Махсы Амини, Эшги в опубликованном ею видео сняла хиджаб и сказала, что носила его почти 80 лет ради религии, которая хочет убивать людей, и теперь снимает его ради молодёжи. В том же видео она призвала людей выйти на улицы в знак солидарности с молодёжью.
11 декабря 2022 года Эшги в видеообращении заявила, что ей и её семье угрожают агенты правительства. Она подчеркнула, что если с ними что-то случится, ответственность за это будет нести Верховный лидер Али Хаменеи. Она добавила, что силы безопасности угрожают ей уже одиннадцать лет, но она и народ Ирана готовы изгнать их и их хозяина (Хаменеи) из страны. В начале декабря Эшги также сообщала об запугивании, комментируя его так: «Никто не боится смерти! Не угрожайте!»

## Награды
В 2022 году Би-би-си включила Гохар Эшги в список 100 вдохновляющих и влиятельных женщин со всего мира и назвала её символом выносливости и упорства.